# Le Diable au corps
Le diable au corps (em português: O Diabo no Corpo) é um romance de Raymond Radiguet publicado em 1923.
Esta é a narrativa de uma história de amor entre um adolescente e uma mulher, enquanto o noivo desta lutava na frente durante a I Guerra Mundial. Este trabalho ficou conhecido pela forma extraordinária como está escrito, e, também, pelo mito que rodeia o autor (Radiguet morreu aos 20 anos de idade). Temas como adolescência, traição, escândalo, paternidade, adultério, hesitações amorosas, são magistralmente abordados neste livro.

## Sinopse
No decurso da Primeira Guerra Mundial, Martha (18 anos), noiva de um soldado (Jacques), mantém um relacionamento sexual com o narrador, um jovem de 15 anos de idade, ainda muito novo para ser mobilizado, que a seduz, provocando-a. (No livro, o narrador não tem nome, mas Radiguet tinha planeado chamar-lhe François, de acordo com os rascunhos do romance, nome que foi utilizado na adaptação ao cinema, de 1947.)
Este livro conta a história do romance dos dois personagens principais, perturbado pelo ambiente de guerra e pelo comportamento imaturo, caprichoso e possessivo do adolescente, demasiado jovem para entrar na lógica de um relacionamento estável.

## Recepção
A publicação de O Diabo no Corpo causou grande escândalo, porque postulava a guerra como condição de felicidade para os amantes e violava o respeito sagrado pelos soldados. A morte prematura do autor aos 20 anos de idade contribuiu, provavelmente, para o desenvolvimento de um mito, nunca desmentido, em relação a este romance: o de ter um fundo autobiográfico. A Editora Grasset, que orquestrou habilmente o lançamento anunciando que se tratava de uma obra-prima de um jovem autor, teve a simpatia da opinião pública a apoiá-la durante o escândalo, e a imprensa não hesitou em apelidar Radiguet de "Bebé Cadum da literatura", numa referência ao concurso de uma marca de sabonetes muito famosa à época .
O tom desiludido e cínico de Radiguet faz lembrar Gide, em particular, O Imoralista, mas a clareza e a precisão da análise aproxima-o mais dos grandes romances de tradição moralista (Stendhal ou Madame de La Fayette).
O personagem muito liberal e cáustico do filme Le Diable au corps de Claude Autant-Lara, em 1947, com Gérard Philipe e Micheline Presle, também causou escândalo após a estreia.